# Elduain
Elduain è un comune spagnolo di 210 abitanti situato nella comunità autonoma dei Paesi Baschi.